# Вімельбух
Вімельбух (нім. Wimmelbilderbuch — «мерехтлива книжка») — розвивальна книжка-розглядалка для дітей з яскравими, деталізованими, максимально насиченими візуальною інформацією ілюстраціями. Такі книжки користуються великою популярністю в німецьких сім'ях. В Україну вони прийшли на початку 2000-х років.
Книжка-вімельбух містить мінімум тексту (або взагалі не має тексту), наповнена деталями і з першого погляду нагадує комікс. Кожна книжка має героїв, з якими відбуваються цікаві та кумедні події протягом дня, місяця, року. Це дає можливість дитині кожного разу по-новому «читати» картинки і придумувати нові історії. Основне призначення такої книжки — ознайомлення з навколишнім світом, розвиток мовлення та уяви.

## Історія вімельбухів
Родоначальниками вімельбухів називають нідерландських малярів Пітера Брейгеля-старшого та Ієронімуса Босха, відомих своїми деталізованими полотанами. Перші книжки-для-роздивляння почали з’являтися наприкінці 1960-х років. «Батьком вімельбуха» вважають німецького художника Алі Мітґуча (нім. Ali Mitgutsch, 1935), одного з найвідоміших німецьких дитячих письменників, автора понад 72 книжок, перекладених близько 20 мовами и проданих накладом більше ніж у 8 млн. Першим класичним вімельбухом вважають книжку-картинку Алі Мітґуча «Усе навколо в моєму місті» (нім. Rundherum in meiner Stadt), що вийшла у 1968 році. Видання було розпродане накладом більше ніж в 1 млн примірників. У 1969 році книжка здобула Німецьку молодіжну літературну премію.
Серед популярних сучасних авторів книжок-для-роздивляння – Ротраут Сюзанна Бернер, Анна Сьюз, Тьєррі Лаваль, Ліла Лейбер та інші. Особливою популярністю користуються вімельбухи німецьких художницків-ілюстраторів Сюзанни Ротраут Бернер (серія «Городок»: «Зимова», «Весняна», «Літня», «Осіння» та «Нічна»), Доро Гьобеля та Петера Кнорра (серія «Історія в картинках»: «В цирку», «За містом», «Сусіди», «Одного разу в місті»).

## Особливості вімельбухів
- яскраві;
- мало тексту;
- насичені ілюстраціями;
- знайомлять з навколишнім світом;
- стимулюють мовлення, уяву, мислення;
- розвивають почуття гумору;
- повністю задіяний увесь простір;
- сюжет створюється при сумісному розгляданні;
- можливість щоразу вигадувати нові історії, сюжетні лінії;
- герої, яких легко впізнати.

Завдання, які можна дати дитині:
- назвати персонаж, об'єкт;
- розповісти про нього;
- порахувати;
- описати;
- назвати настрій персонажа;
- прослідкувати наслідки дій;
- уявити і придумати подію.

Вімельбухи чи не найкраще підходять для родинного читання, а також надзвичайно корисні в роботі психологів та логопедів.

## Українські вімельбухи
Перші вімельбухи з'явилися в Україні в середині 2000-х років. Серед них можна назвати «Першу книгу розумної дитини» (2007) видавництва «Розумна дитина», «Відшукай і порахуй» (2008) видавництва «Країна мрій».У 2015 році на ринку з'явилися й українські вімельбухи Ноі Кременчуцької: «Подорож Україною» та «Зимова подорож Україною. Від свята до свята». Серед українських видавництв, що випускають класичні вімельбухи, — «ARTBOOKS PUBLISHING», «Видавництво Старого Лева», «Віват», «КМ-Букс», «Ранок», «CO-OP Media».
Серед популярних українських вімельбухів останніх років:
- «Великий АВТО Віммельбух», «Зоопарк! Віммельбух» видавництва «ARTBOOKS»;
- «Рік у лісі», «П’єр і місто лабіринтів. У пошуках викраденого Каменя» видавництва «Видавництво Старого Лева»;
- Пампушок і Огірочок. День народження бабусі», «Пампушок і Огірочок. Дивовижна подорож навколо світу» видавництва «Віват».
- Серія «Шукач (Книга загадок у картинках)» видавництва «CO-OP Media».